# Ortaffa
Ortaffa (Ortafà en catalán) es una  localidad y comuna, situada en el departamento de los Pirineos Orientales, región de Occitania y comarca histórica del Rosellón en Francia.
Sus habitantes reciben el gentilicio de ortaffanencs. España transfirió su soberanía a la Corona Francesa luego de la firma del Tratado de los Pirineos en 1659.

## Demografía

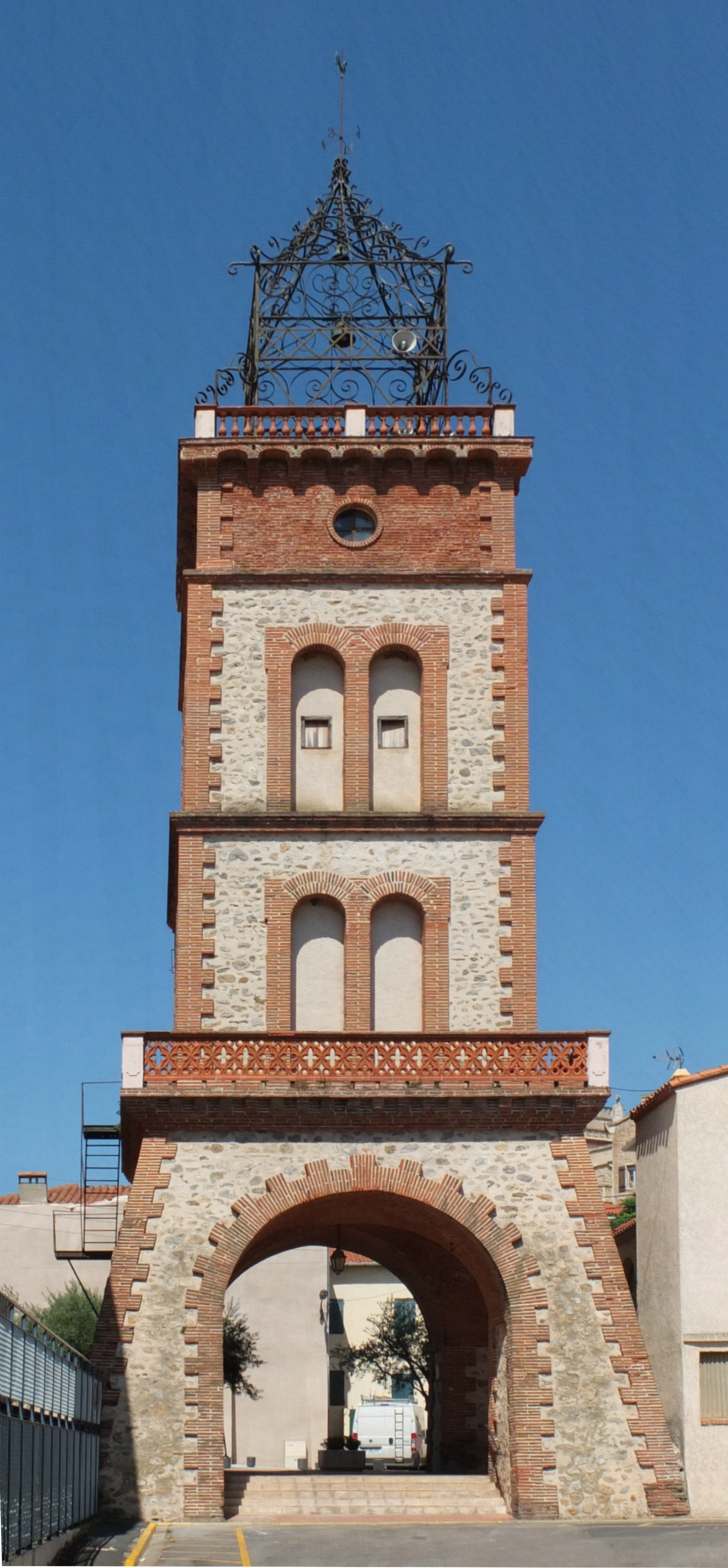
La Tour Eiffel (1898-1900)

| 514 | 534 | 606 | 636 | 803 | 1093 |
| Para los censos de 1962 a 1999 la población legal corresponde a la población sin duplicidades (Fuente: INSEE [Consultar]) |     |     |     |     |      |

## Personalidades relacionadas con la comuna
- Maria Andrea, cantante.